# Dotdash
Dotdash, zapisywane również jako .dash (poprzednio About i About.com) – sieć internetowa, której właścicielem jest amerykańskie przedsiębiorstwo IAC. Sieć została utworzona w 1997 roku.
W 2005 roku Dotdash został wykupiony przez The New York Times za 410 milionów dolarów, a w 2012 roku wykupiło go przedsiębiorstwo IAC za 300 milionów dolarów. W marcu 2014 Dotdash według comScore miało 61,428 miliona unikalnych odwiedzających. W skład Dotdash wchodzą marki: The Balance, Lifewire, The Spruce, ThoughtCo., TripSavvy i Verywell.